# 西岡隆
西岡 隆（にしおか たかし、1972年7月8日 - ）は、日本の政治家。大分県臼杵市長（1期）。

## 来歴
愛媛県伊予三島市（現・四国中央市）生まれ。1995年3月、大阪大学理学部数学科卒業。厚生省（現・厚生労働省）入省。保険局調査課長などを務めた。独立行政法人経済産業研究所（RIETI）でもコンサルティングフェロー（研究員）を兼務。

### 2024年臼杵市長選挙
2024年9月に厚労省を退職した。同年の臼杵市長選挙に無所属で立候補して、元市職員の新人を破って初当選を果たした。
※当日有権者数：30,301人 最終投票率：57.82%（前回比：-pts）
| 候補者名 | 年齢 | 所属党派 | 新旧別 | 得票数  | 得票率 | 推薦・支持 |
| -------- | ---- | -------- | ------ | ------- | ------ | ---------- |
| 西岡隆   | 52   | 無所属   | 新     | 9,750票 | 55.87% | -          |
| 日廻文明 | 68   | 無所属   | 新     | 7,700票 | 44.13% | -          |

2025年1月20日に市長に就任した。